# Пещеры Могао
Мога́о (кит. 莫高窟, пиньинь Mò gāo kū, «Пещера не для высоких») — крупнейшая пещера раннебуддийского пещерного храмового комплекса Цяньфодун («Пещера тысячи Будд»), воздвигнутого в 353—366 гг. н. э. в 25 км от оазиса Дуньхуан, провинция Ганьсу, Китай. Цяньфодун, чаще называемый Могао по главной пещере, объединяет 492 святилищ, которые украшались фресками и скульптурами на протяжении целого тысячелетия (IV—XIV вв.). В настоящее время пещеры являются популярным туристическим направлением, и некоторые из них открыты для посещения.

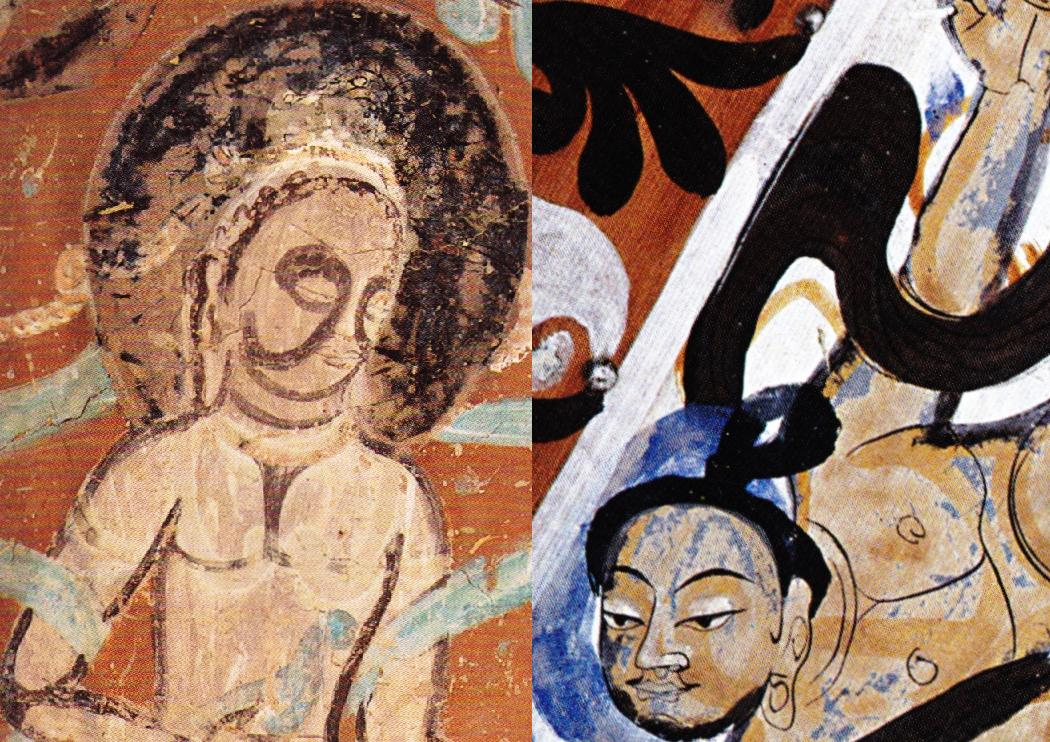
На рисунках показана техника штриховки, а слева эффект затемнения краски, которая использована при штриховке, изменившей внешний вид фигуры

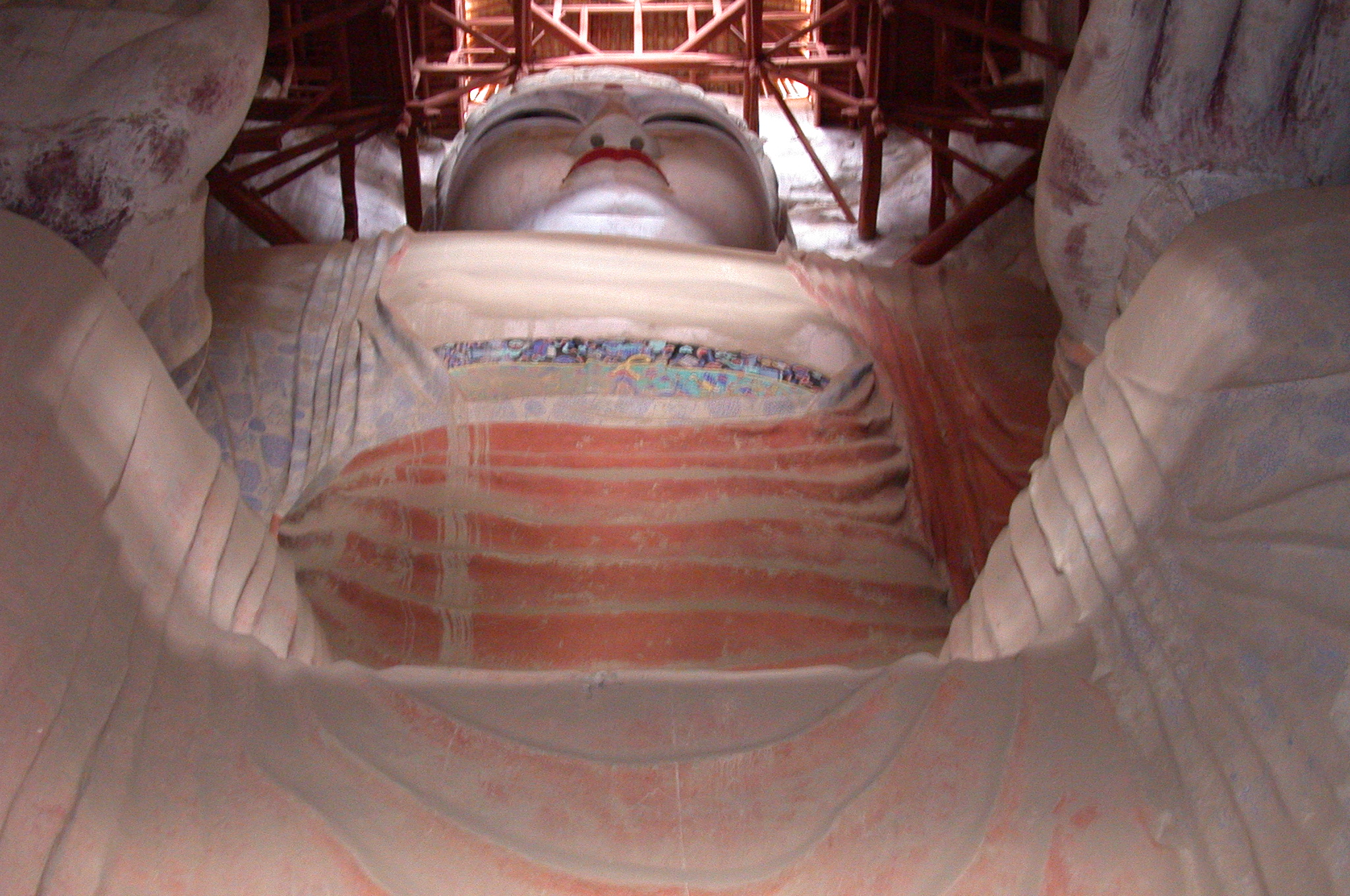
Великий Будда пещеры 96

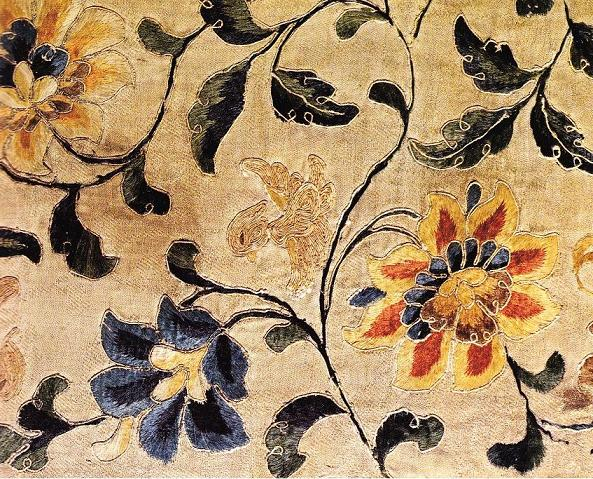
Фрагмент вышитого панно из пещеры Библиотеки. Посередине среди цветов изображена маленькая уточка. Династия Тан.

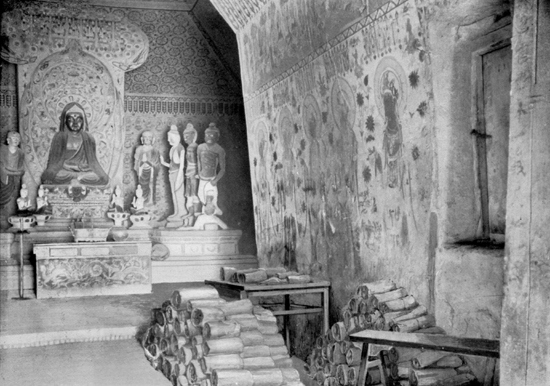
Изображение пещеры 16, сделанное Аурелем Стейном в 1907 году, с рукописями, сложенными у входа в пещеру 17 (библиотечную пещеру, которая находится справа на этом снимке)

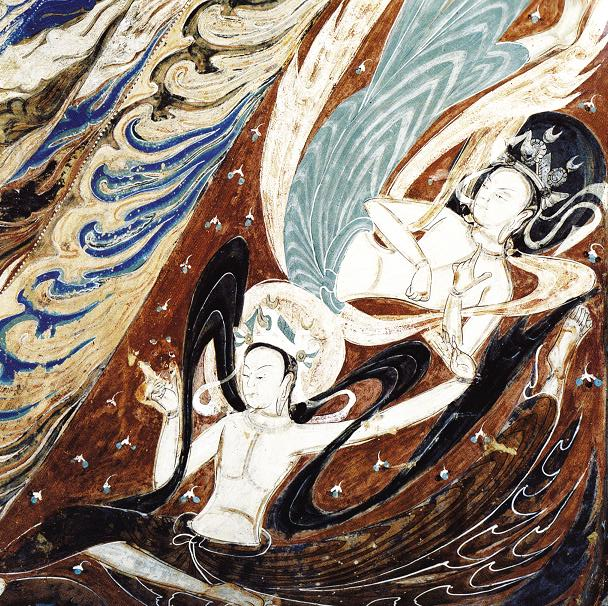
Летящие апсары или небесные существа. Пещеры 285, 538-539 гг. н. э., династия Западная Вэй

Могао, наряду с Пещерой тысячи Будд в Безеклике, — один из самых ранних буддийских храмов Китая. Его возникновение на восточной кромке пустыни Такла-Макан неслучайно: здесь проходили караваны с шёлком, вместе с которыми буддийские учения просачивались в Китай. В отличие от позднейших пещерных храмов вроде Лунмэня и Юньгана в убранстве Могао преобладает не скульптура, а фресковая живопись. Её площадь оценивается в 42 000 м². Многофигурные фризообразные росписи выполнены пёстрыми клеевыми красками по сухому грунту. Многие из них покрывают стену пещеры целиком, отличаясь динамизмом и жизненностью.

## Рукописи
На рубеже XX века в одной из пещер был обнаружен огромный склад рукописей (примерно 20 000 объектов). По-видимому, их складировали здесь в XI веке, когда манускрипты стали вытесняться из употребления печатными книгами. Рукописный фонд Могао весьма разнообразен по содержанию и датировке — это буддийские, даосские, несторианские и манихейские религиозные тексты, трактаты по философии, математике, медицине, астрономии, истории и географии, словари, записи народных песен и классической китайской поэзии, официальные документы. Среди рукописных памятников Могао имеется «Книга гаданий» — уникальный текст, написанный древнетюркским письмом не на камне, а на бумаге. Спектр языков изученных манускриптов также очень разнообразен — это классический и разговорный (байхуа) китайский, тибетский, санскрит, пали, тангутский, хотанский, согдийский, тохарский.
Известие об открытии взбудоражило научный мир Европы, и в 1907 году наиболее ценные рукописи, включая древнейшую в мире печатную книгу «Алмазная сутра» (ок. 868 г.), были вывезены Аурелем Стейном в Британский музей. Вслед за Стейном храмовый комплекс посетили представительные научные экспедиции из Франции (Поль Пеллио) и России (Сергей Ольденбург), которые тоже вернулись в Европу не с пустыми руками. Оставшаяся часть рукописей была передана в Пекинскую библиотеку.

## Фрески
Фресковая живопись Могао представляет тысячелетний пласт изобразительного искусства Китая. По стилистике изображений она делится на четыре периода:
- Северных Династий и Династии Суй;
- Династии Тан (самые пышные настенные росписи);
- эпохи «Десяти царств» и империи Сун;
- Западной Ся и Династии Юань.

Большая часть фресок посвящена Будде, его проповедям и джатакам, а также бодхисаттвам, апсарам (феям), монахам, благочестивым верующим. Вероятно, в древности эти изображения служили для наглядного представления канонов буддизма неграмотным людям. Много росписей воспроизводят подлинные события из истории распространения буддизма.
Почти во всех 492 пещерах присутствуют изображения прекрасных летящих апсар (фэйтянь 飛天). Они поют, красиво танцуют, играют на лютнях киба и других музыкальных инструментах, разбрасывают цветы, сопровождая Будду, читающего проповедь. У них нет крыльев и только длинные разноцветные ленты помогают феям парить в воздухе.
Другие росписи посвящены событиям из повседневной жизни: торжественный выезд императора, иностранные послы на пиру, встреча китайских и западных купцов, турниры воинов, выступления музыкантов, свадебная церемония, сцены охоты, рыбной ловли, сельскохозяйственных работ. Фрески изображают людей разных национальностей и социальных слоёв, их обычаи и одежду.

## В филателии
В КНР неоднократно выпускались почтовые марки, посвящённые дуньхуанским фрескам и рисункам. Первые четыре марки выпущены 1 июля 1952 года в серии «Великая Родина» (кит. упр. 伟大的祖国). В следующем году в этой серии вышло ещё четыре «дуньхуанские» марки. В 1987 году в новой серии «Дуньхуанская настенная живопись» (кит. упр. 敦煌壁画) было выпущено четыре марки и почтовый блок. В 1988, 1990, 1992, 1994 и 1996 гг. в этой серии вышло ещё по четыре марки и два почтовых блока — в 1992 и 1996 гг.

## Галерея

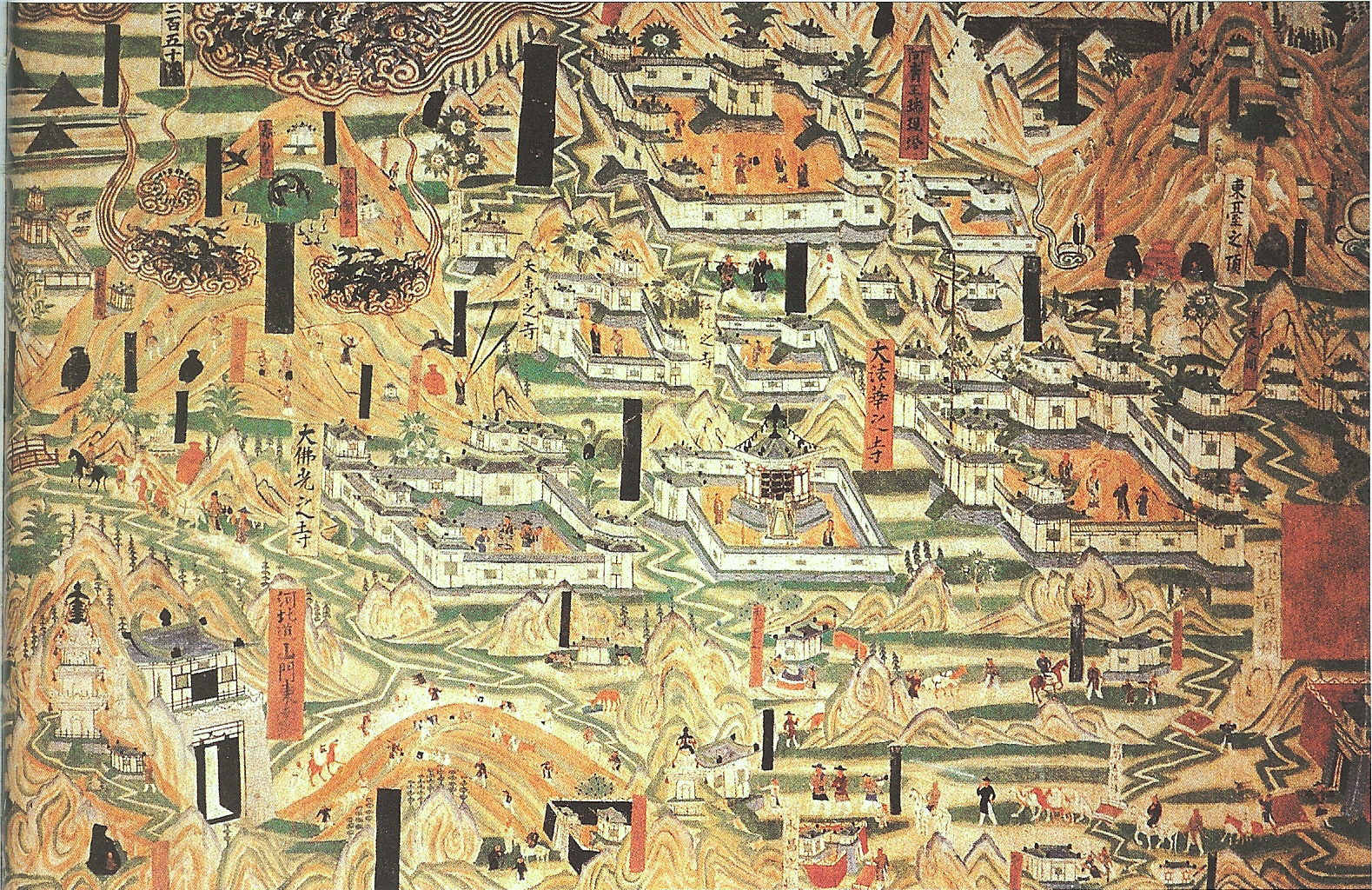
Настенная живопись из пещеры 61 в пещерах Могао, Дуньхуан, провинция Ганьсу, Китай, датированная X веком и изображающая монастырскую архитектуру династии Тан с горы Утай (五臺山/五台山), провинция Шаньси.
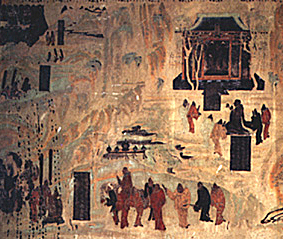
Картина VIII века из пещер Могао, Дуньхуан
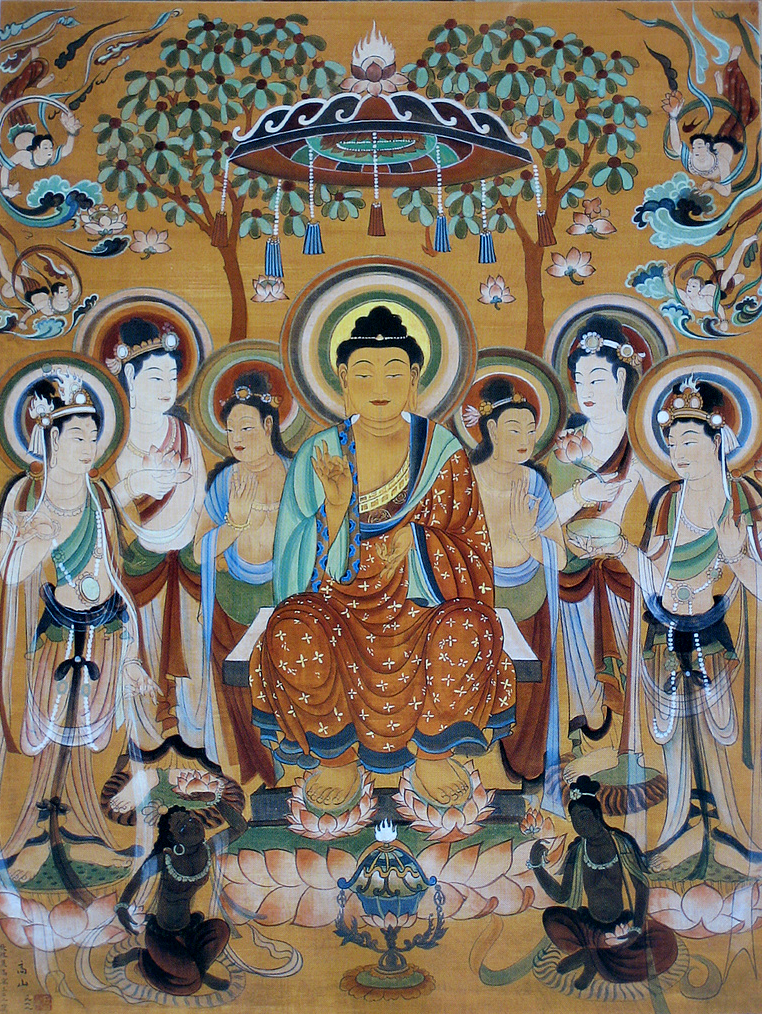
Пещерная роспись Будды в окружении бодхисаттв. Более тёмные и меньшие фигуры ниже, возможно, являются земными духами.
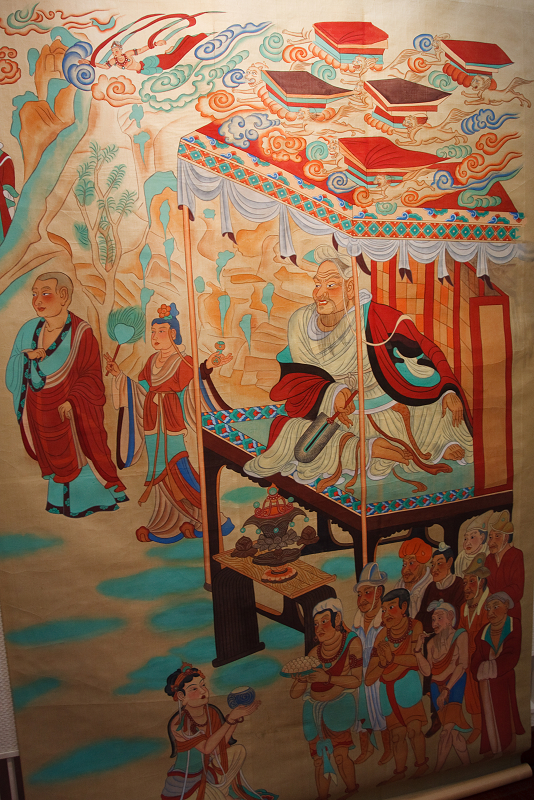
Бодхисаттва Вималакирти обсуждает бодхисаттву Манджушри. Сцена из Сутры Вималакирти Нирдеша. Дуньхуан, пещеры Могао, Китай, династия Тан.
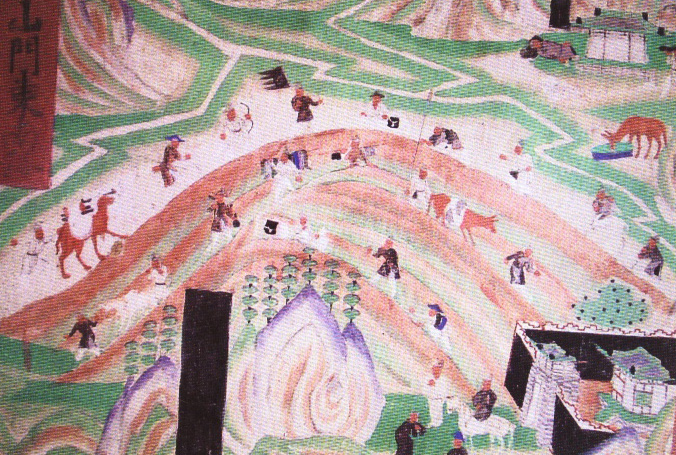
Караван идёт по Великому шёлковому пути
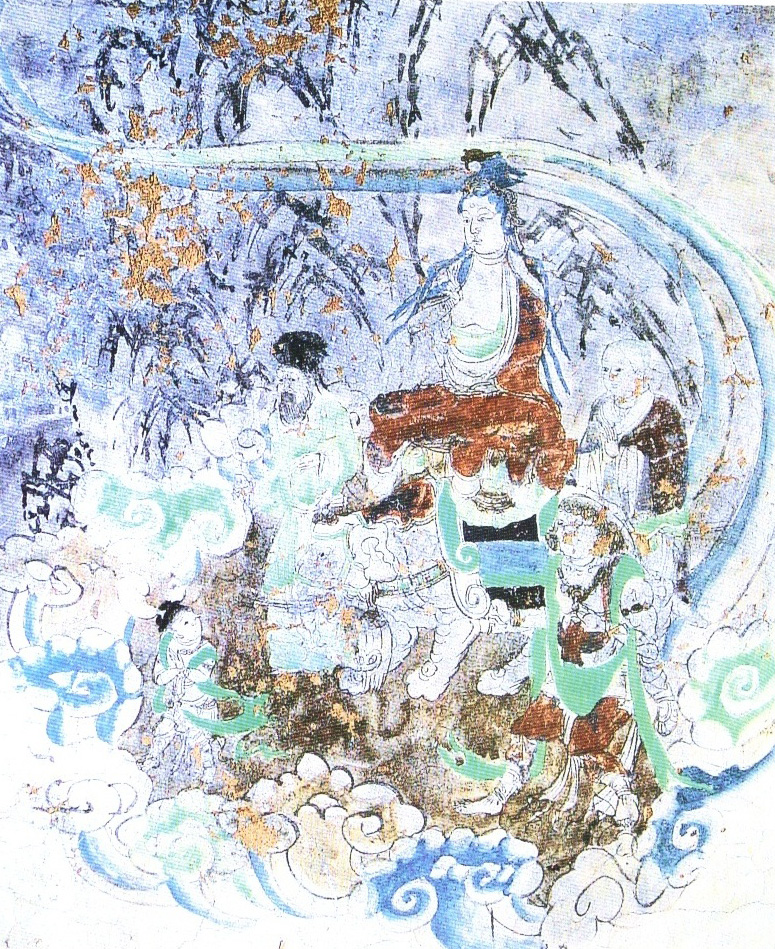
Картина Сюаньцзана, танского монаха, исполняющего обряды (?) для Будды
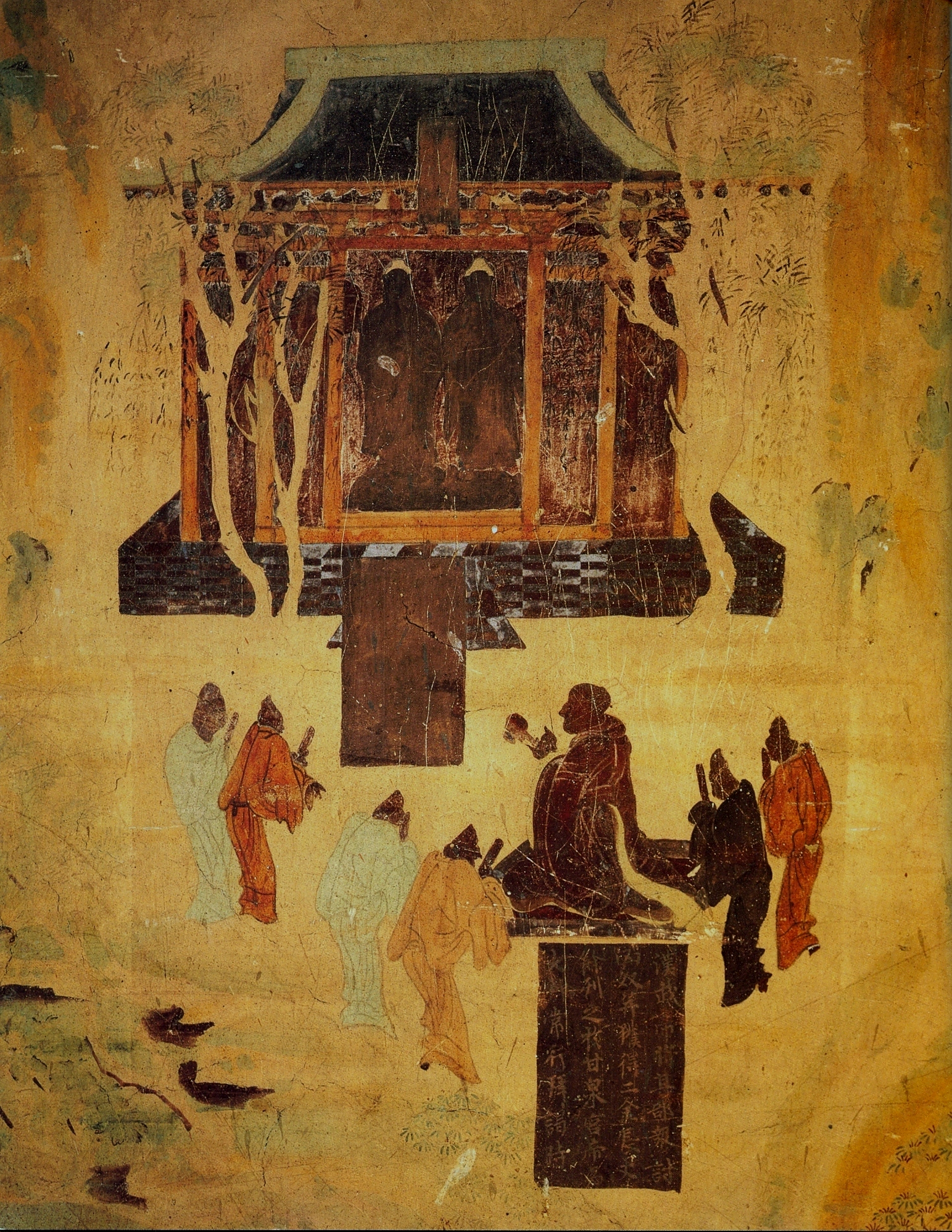
Фреска VIII века в пещерах Могао недалеко от Дуньхуана в провинции Ганьсу. Изображение ханьского императора У, поклоняющегося статуям Будды. Прилагаемое текстовое описание поклонения Хань Уди золотым людям, принесённым в 120 г. до н. э. великим ханьским полководцем в его походах против кочевников.
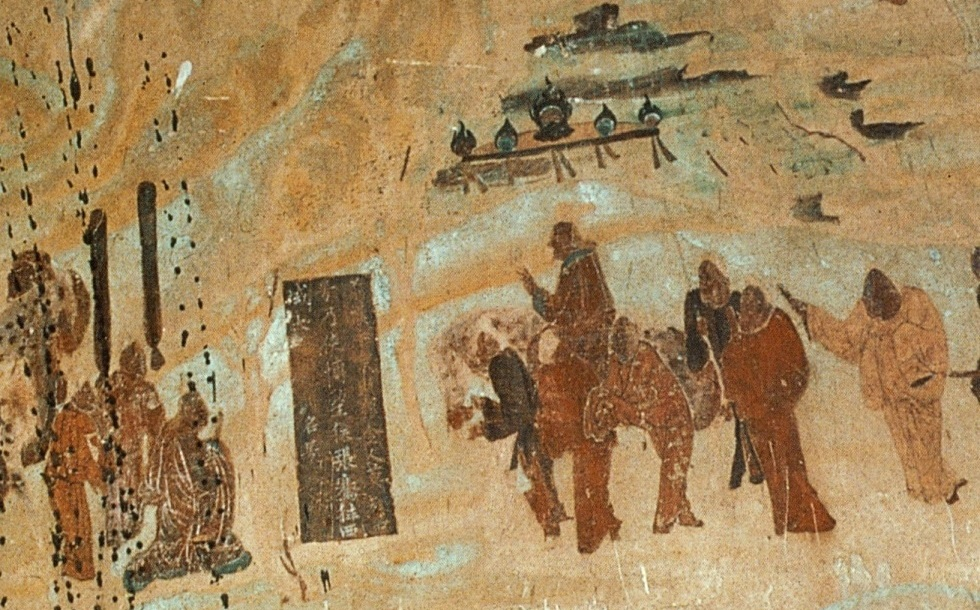
Путешествие Чжан Цяня на запад, детали фрески из пещеры 323, 618–712 гг.
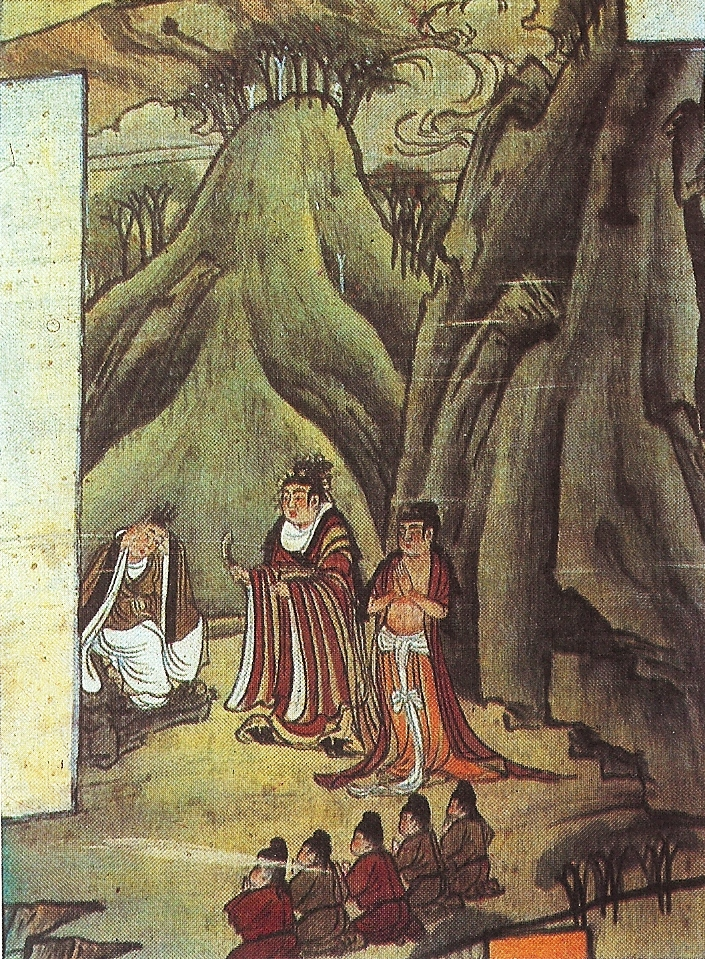
На этом крупном плане пейзажной живописи молодой Шакьямуни обрезает свои волосы, пока служители смотрят, тушь и краски на шёлке, из Дуньхуана, провинция Ганьсу, Китай, датируется династией Тан (618–907 гг. н. э.)
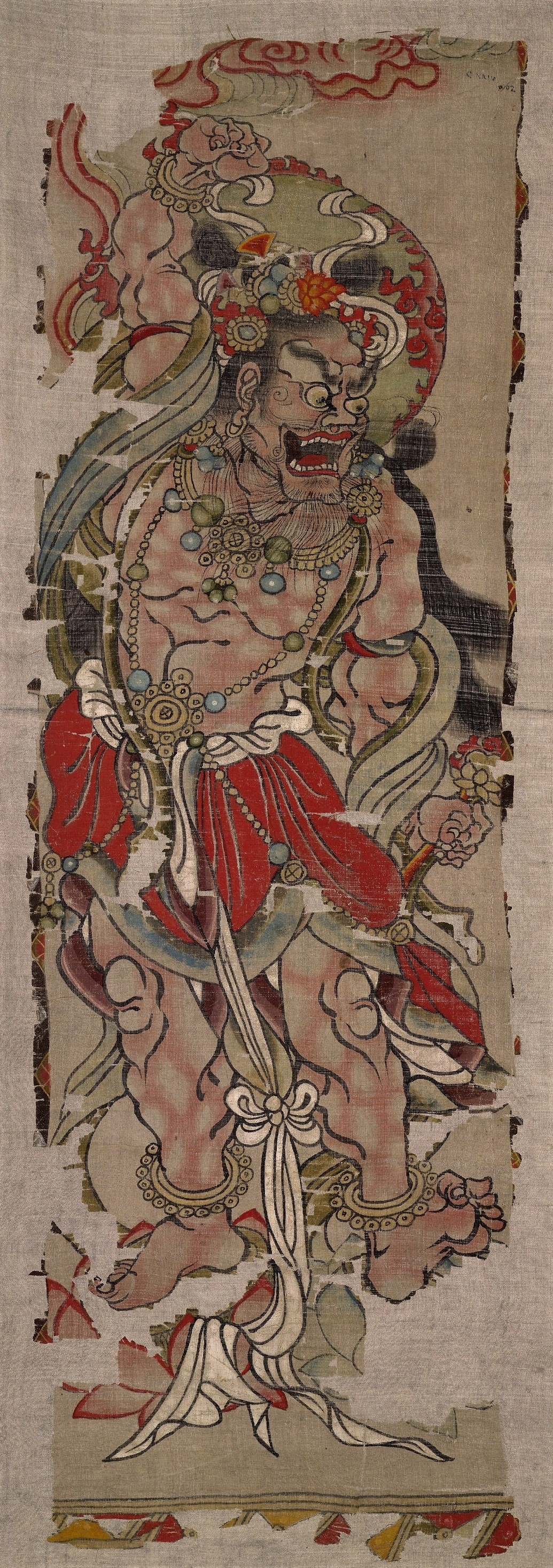
Картина Ваджрапани в пещерах Могао (пещера Библиотеки)
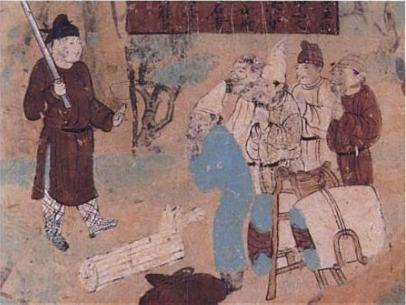
Бандиты атакуют
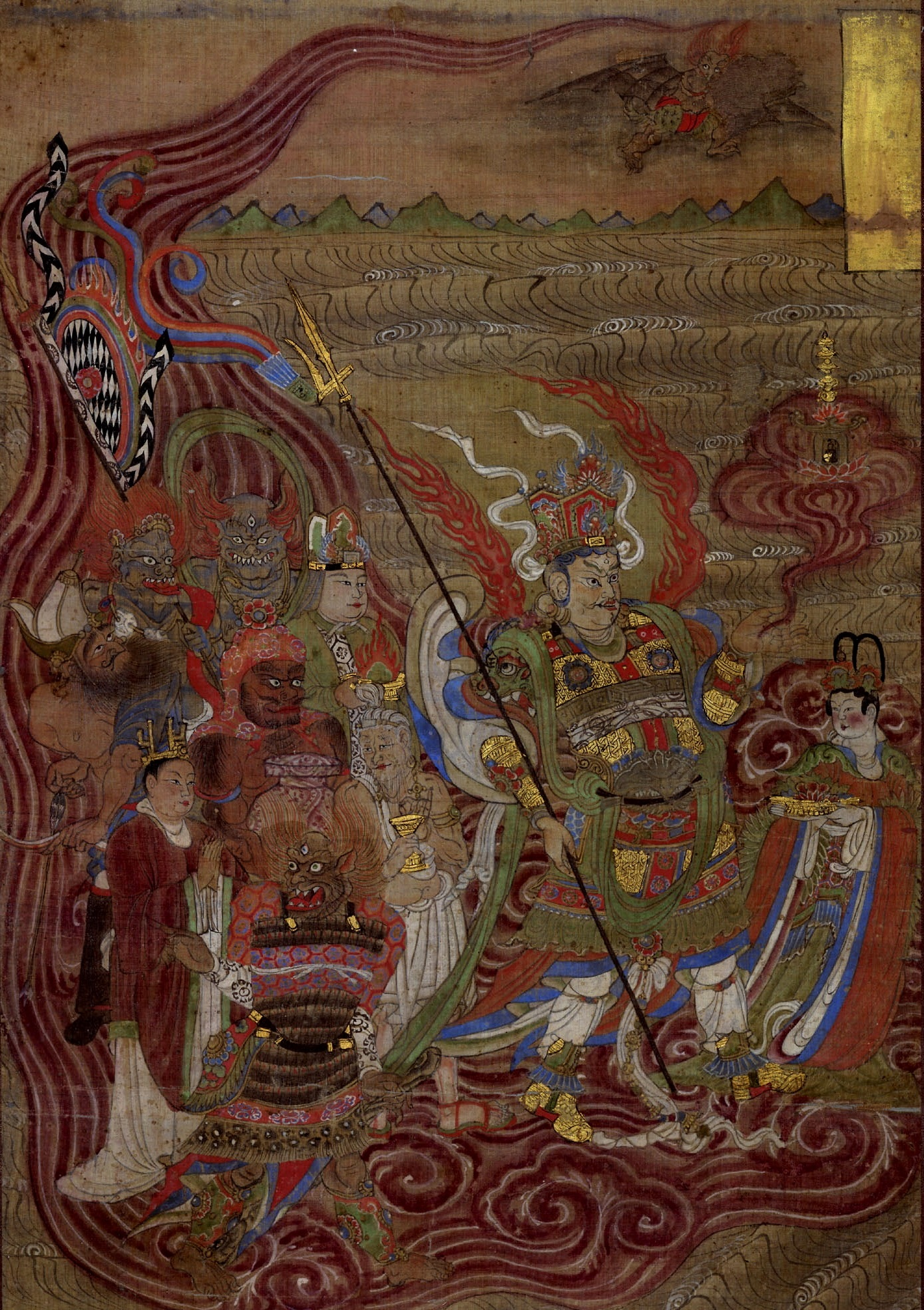
Вайшравана скачет через воды. Пять династий, середина X века.
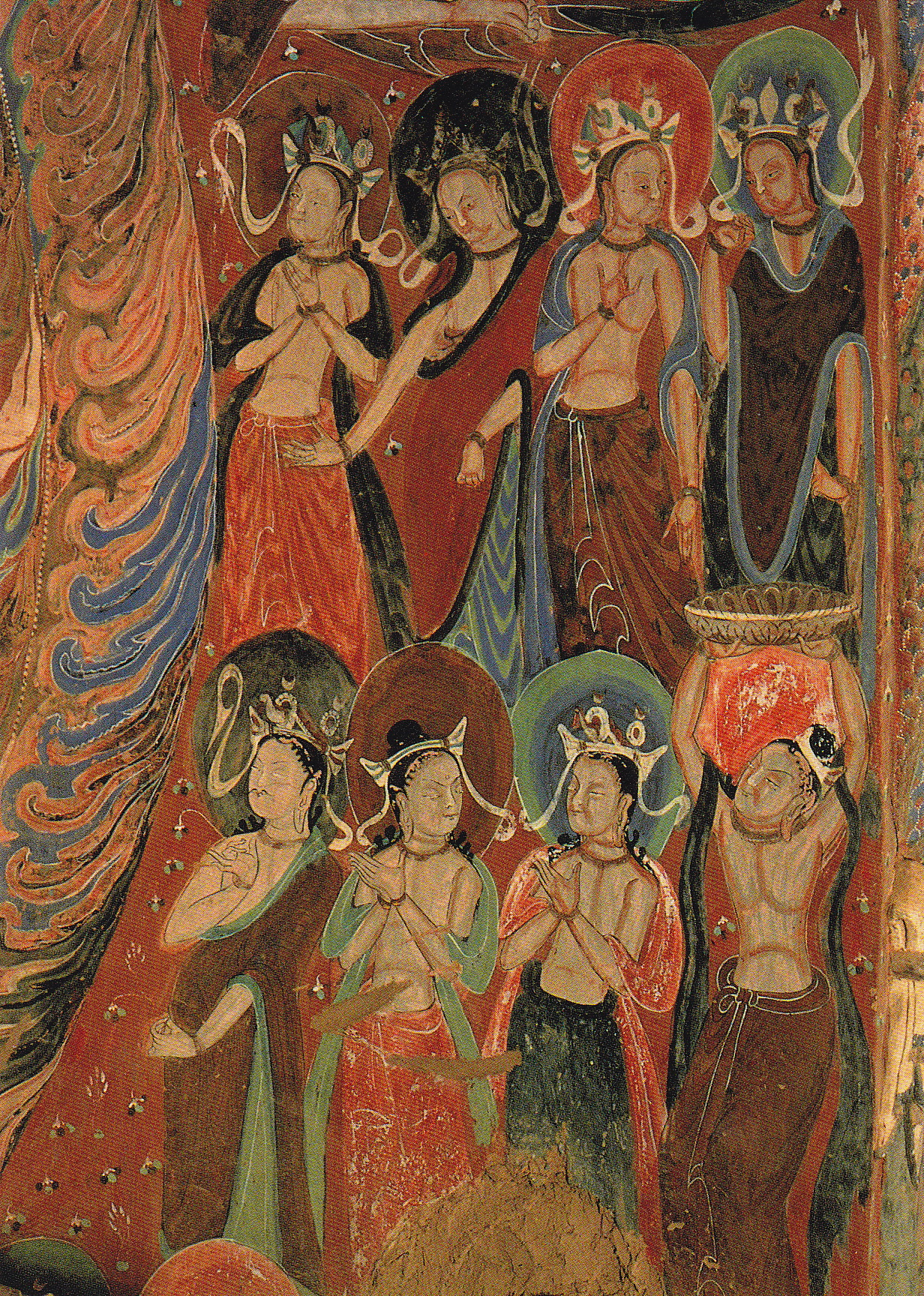
Поклонение бодхисаттве, пещера 285, династия Вэй
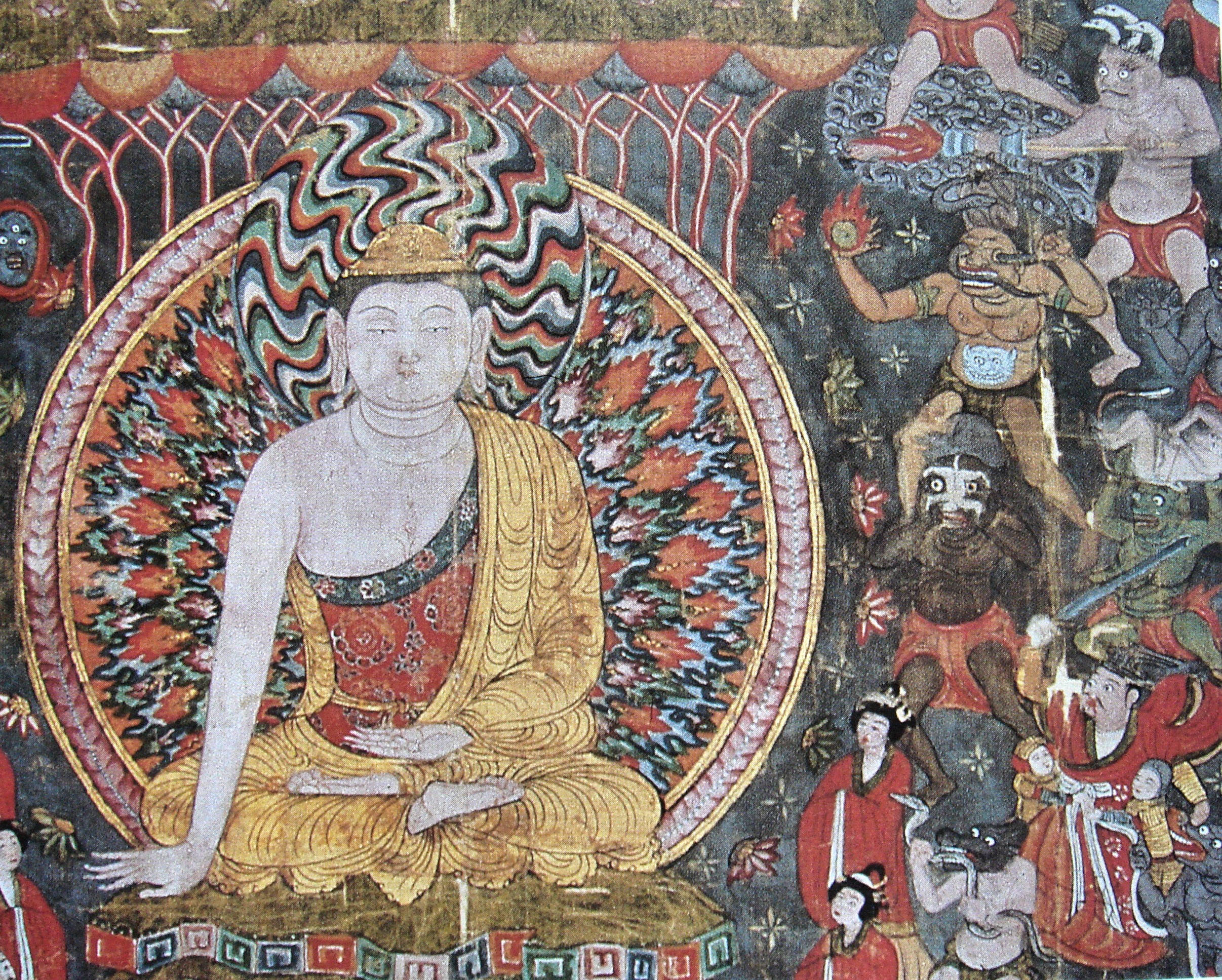
Иллюстрация искушения Шакьямуни Марой
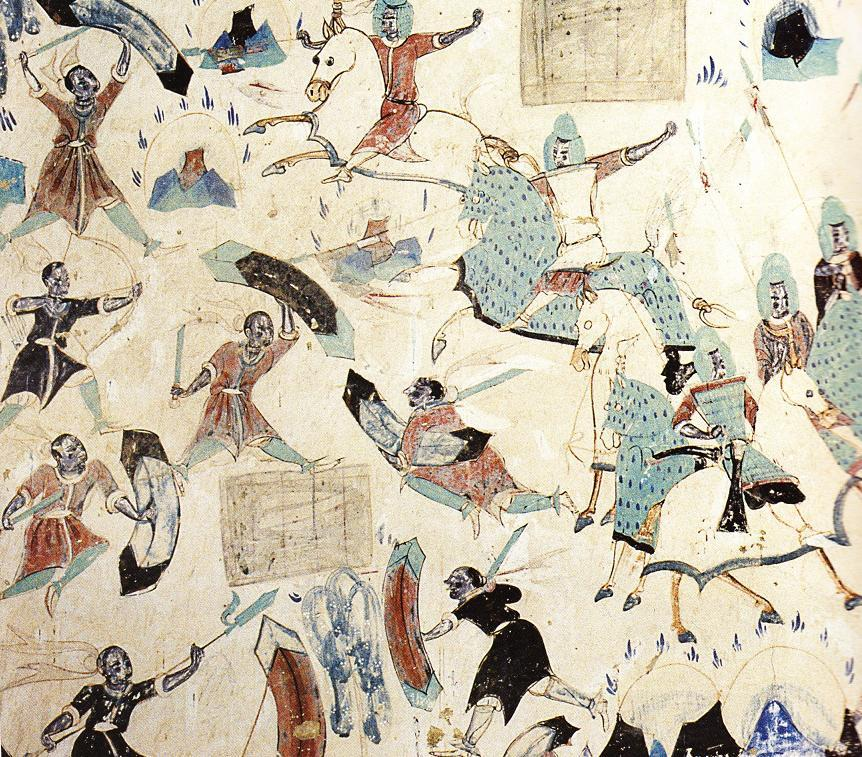
Изображение аваданской истории о пятистах разбойниках. Пещера 285, Западная Вэй.
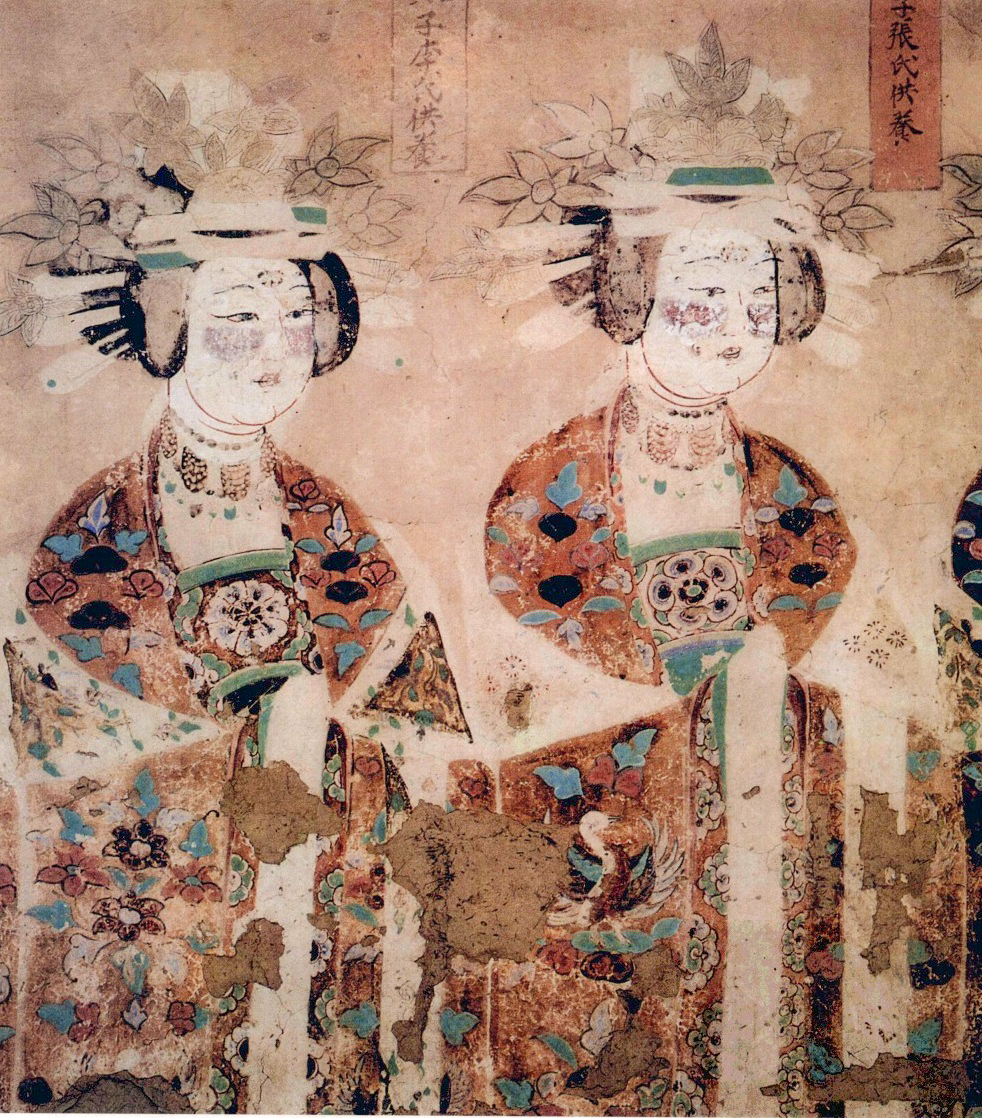
Молодые женщины (буддистские доноры). Пещера 98, эпоха пяти династий.
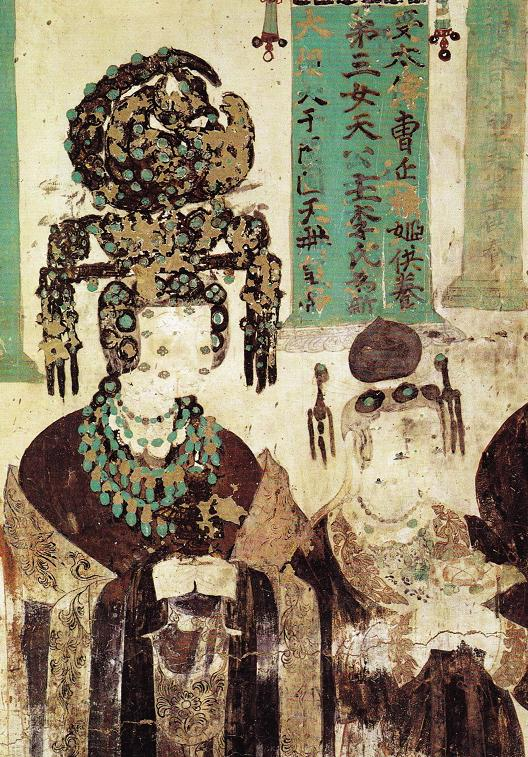
Жена правителя Дуньхуана Као Янлу и дочери короля Хотана, одетая в сложный нефритовый головной убор. Пещера 61, пять династий.
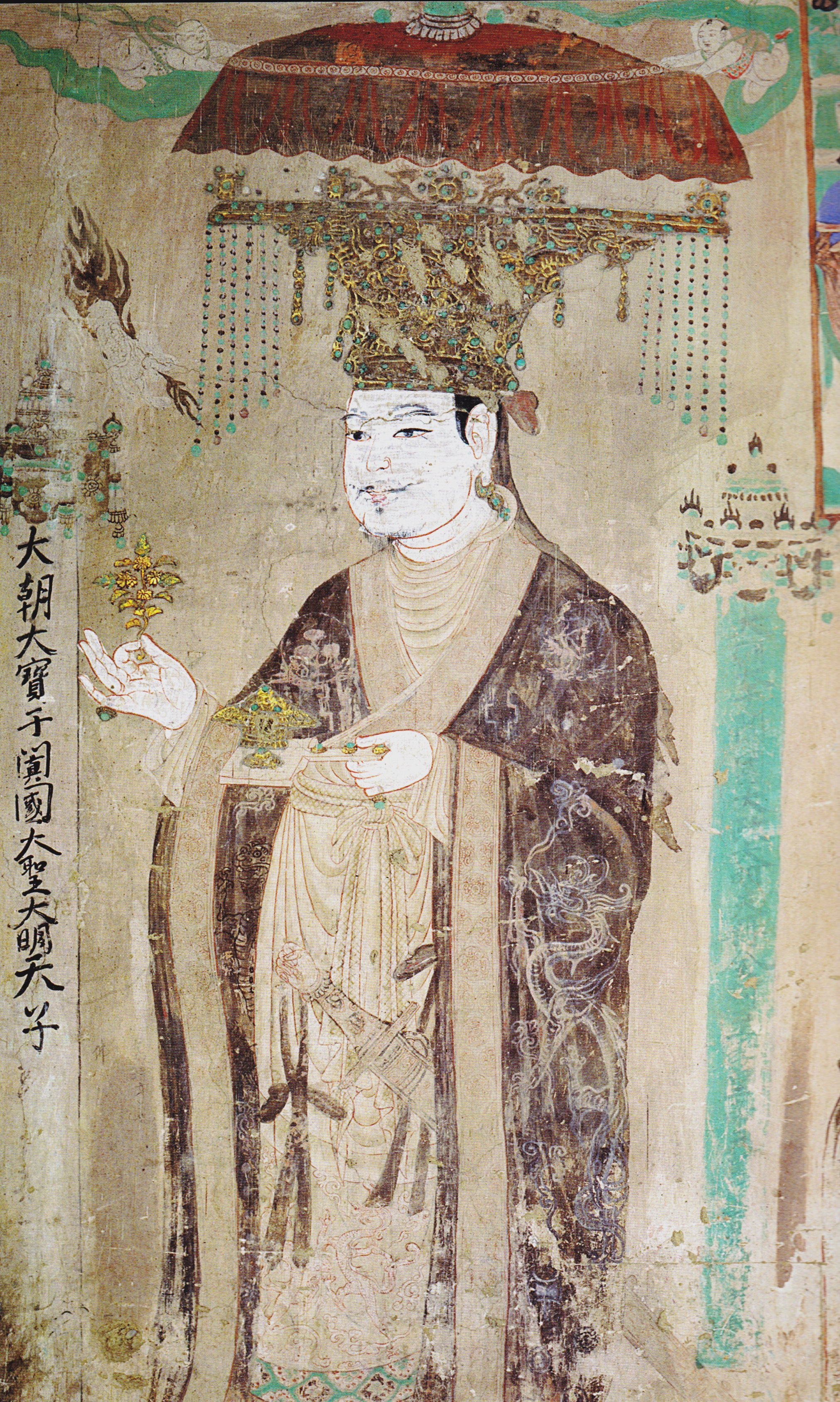
Король Хотана Виша Самбхава
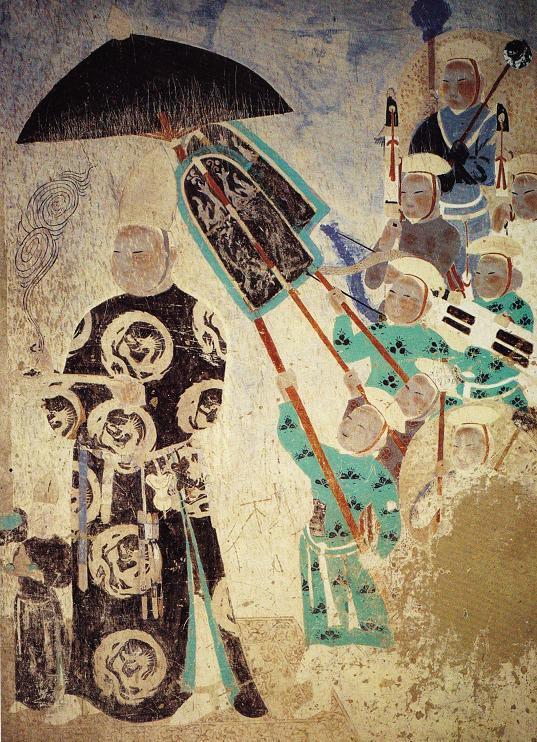
Уйгурский царь в сопровождении слуг. Пещера 409, Западная Ся.
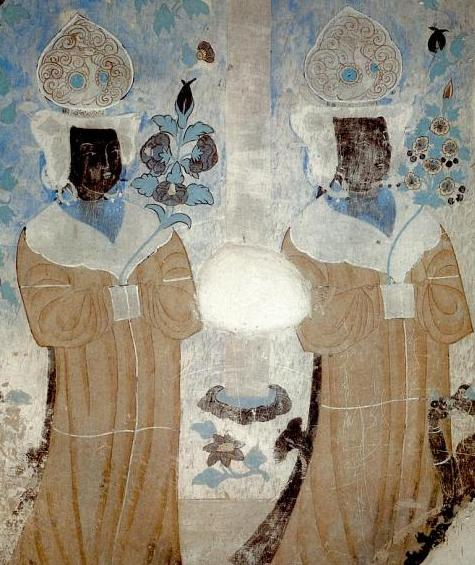
Фигуры из пещеры 409, Западный Ся
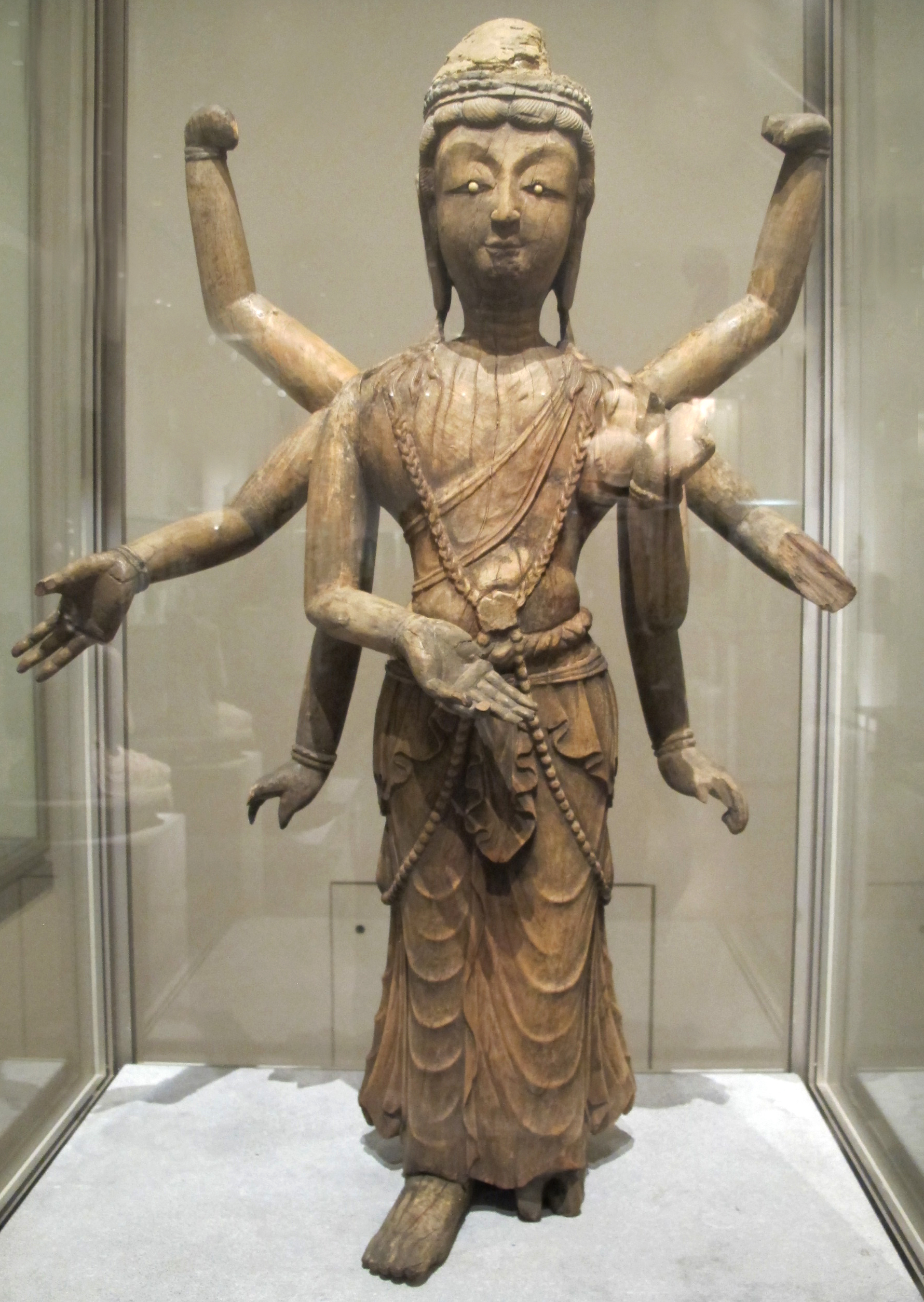
Скульптура бодхисаттвы Авалокитешвары из пещер Могао, 890-910 гг., Музей Гиме
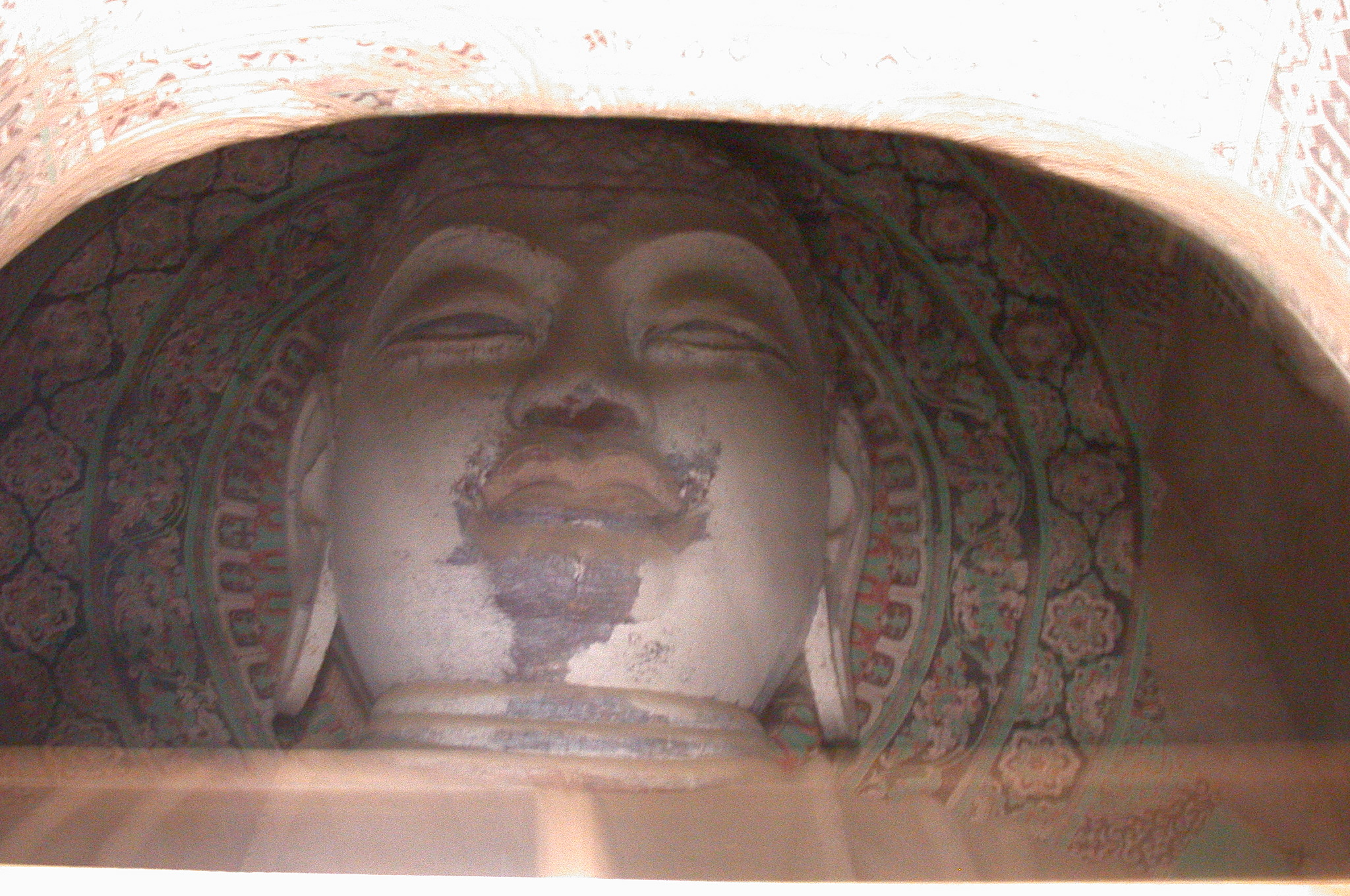
Великий Будда пещеры 130
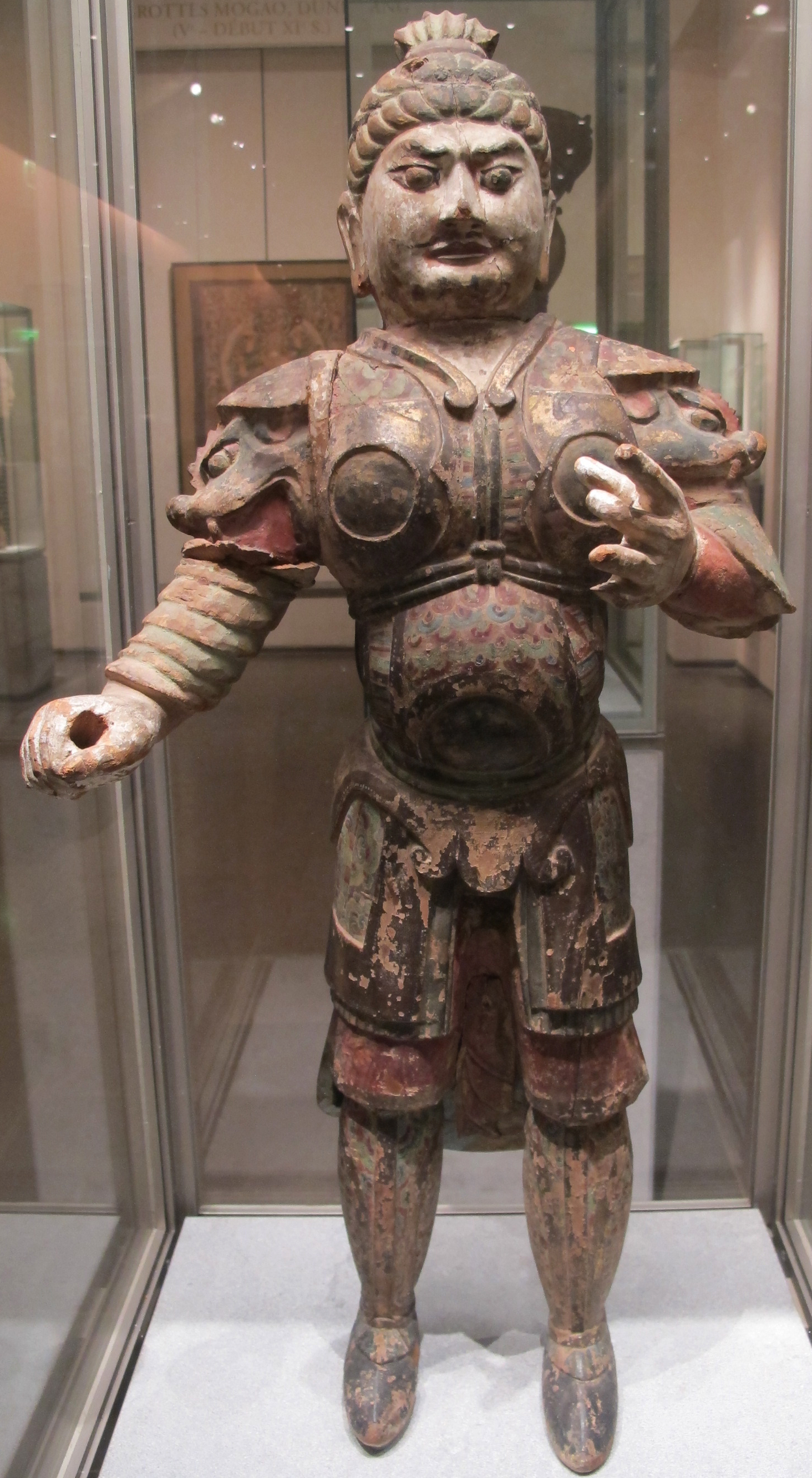
Фигура стража Локапала, Музей Гиме
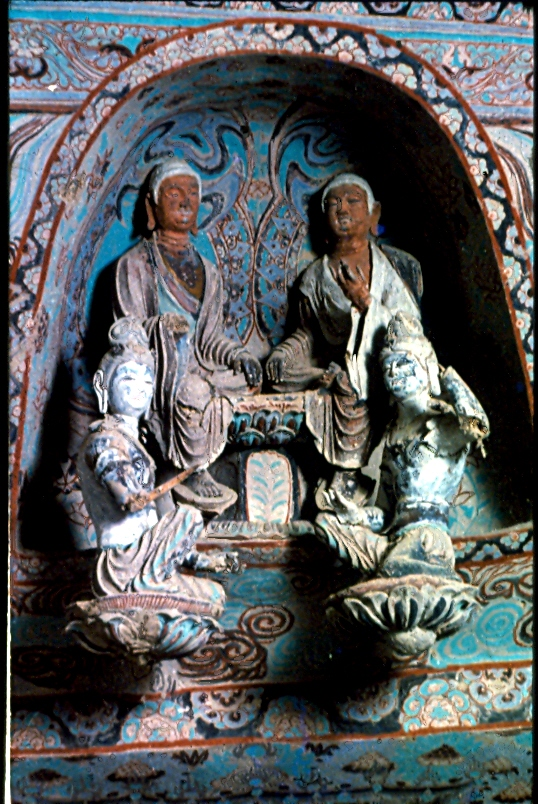
Скульптуры в нише над главной фигурой Будды, пещера Могао 27, Высокая Тан
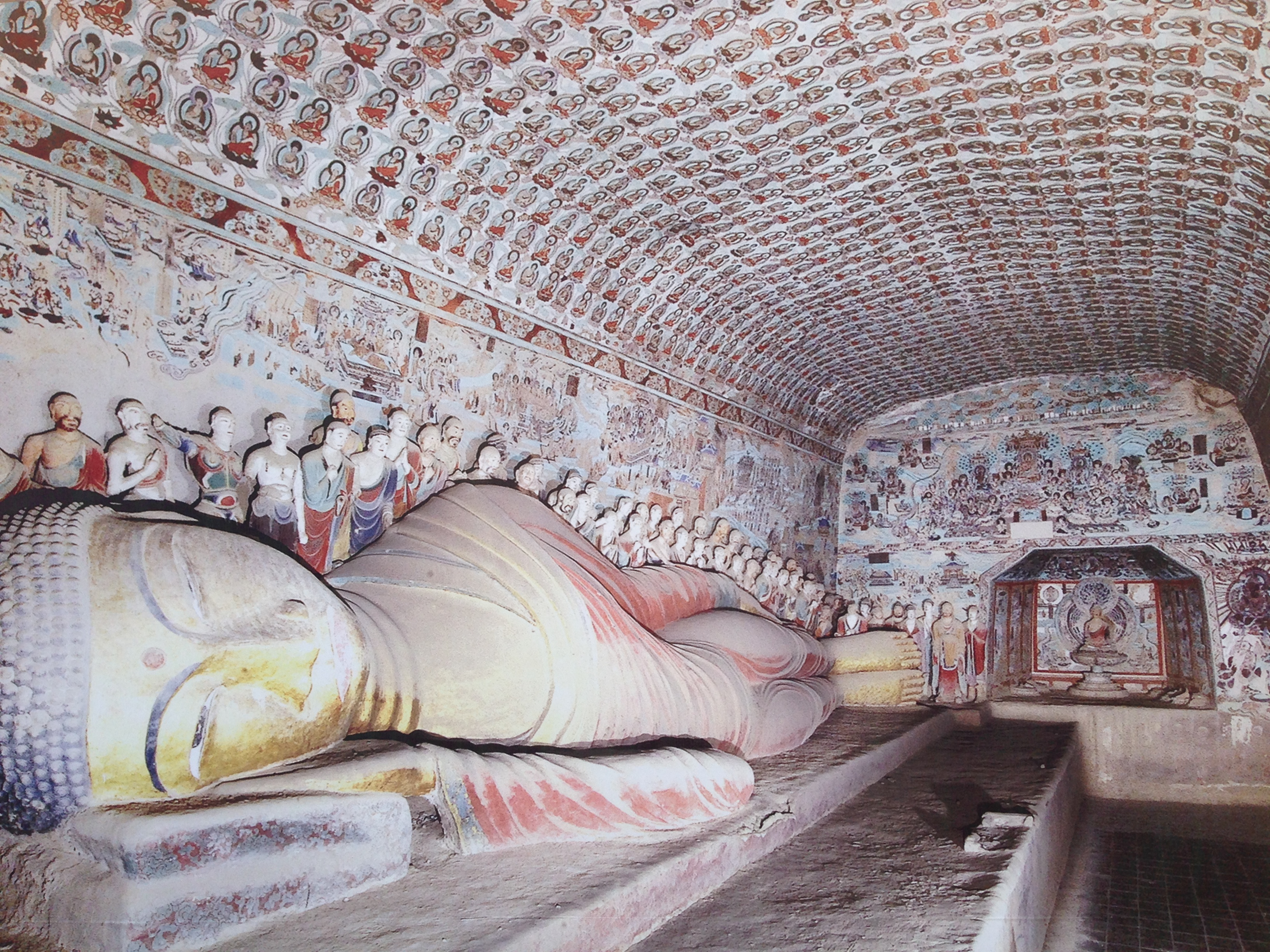
Возлежащий Будда в пещере 148, второй по величине религиозной фигурой в Могао. Период Высокой Тан.
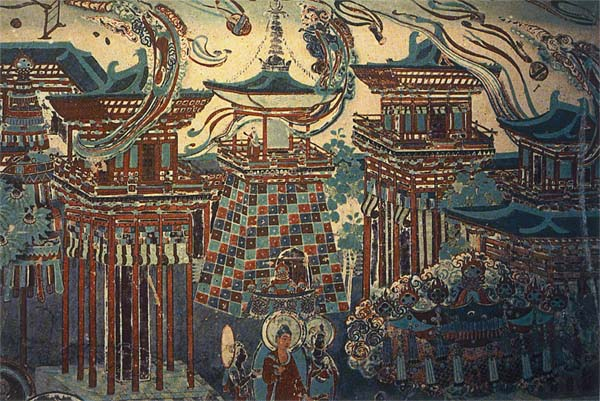
Фреска показывает стиль архитектуры династии Тан
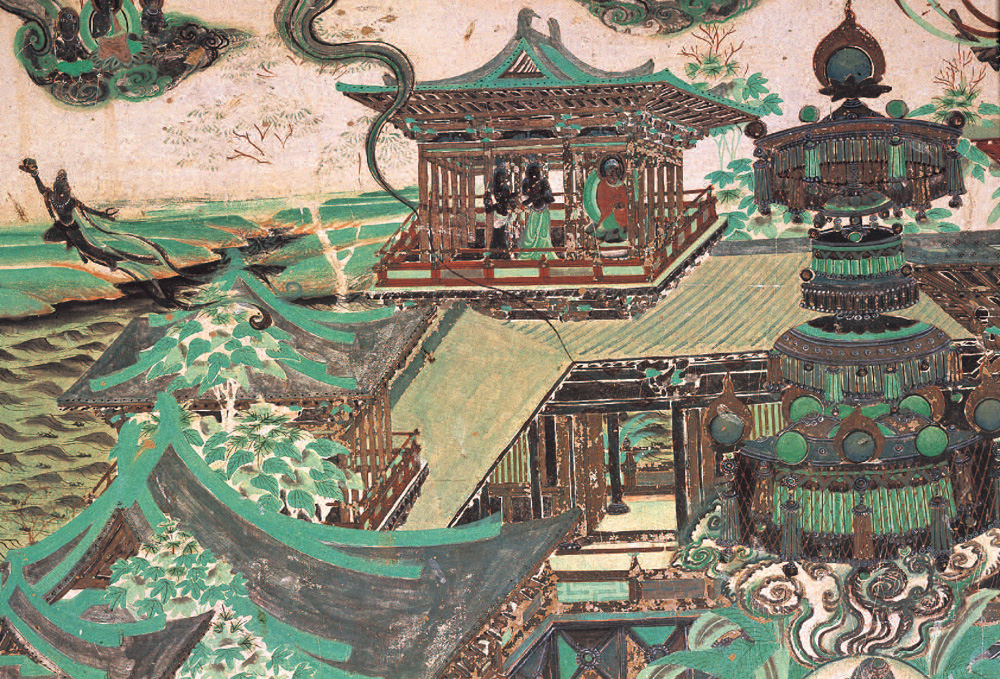
Фреска изображает архитектуру танского стиля в буддийской стране
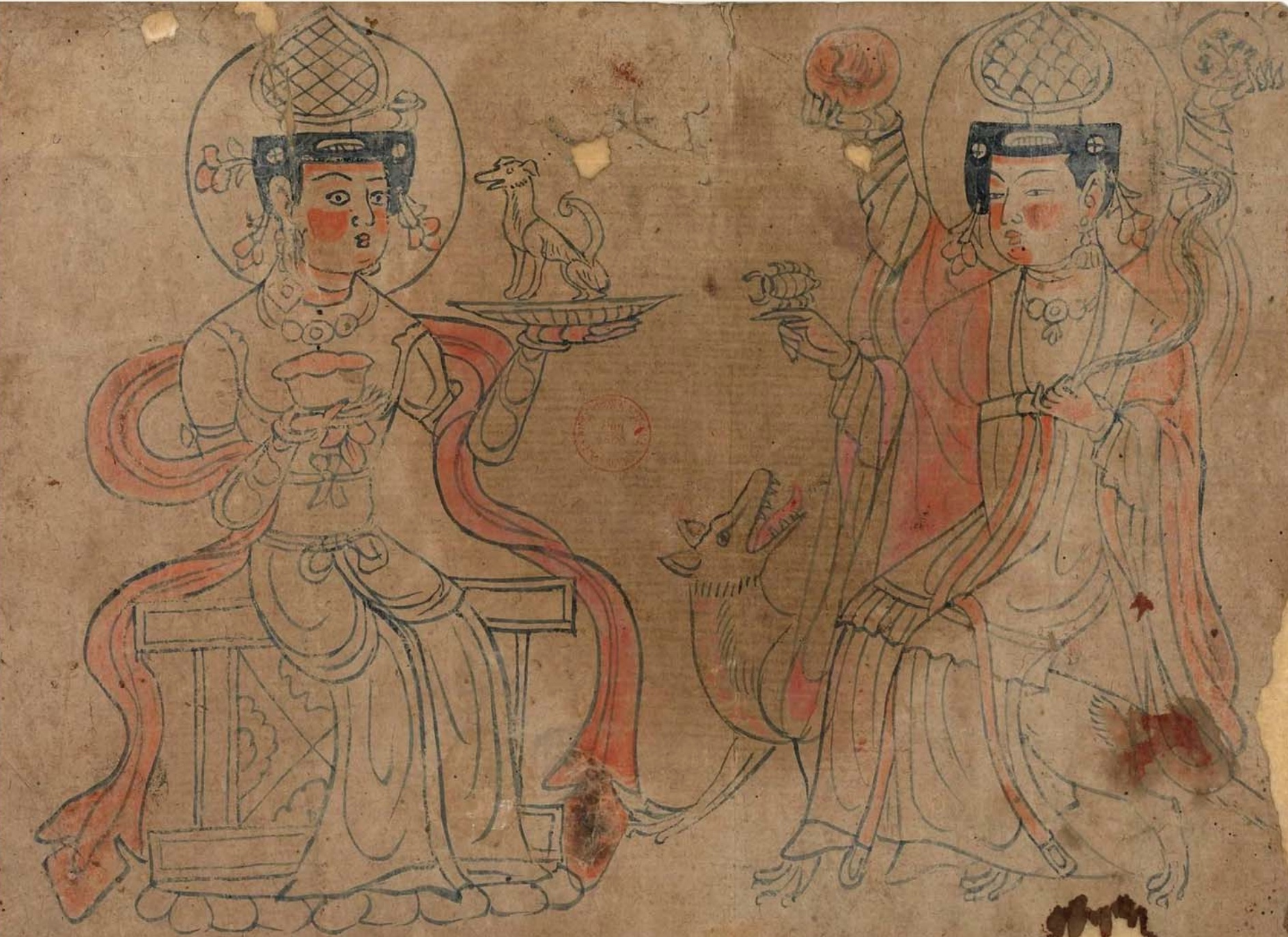
Согдийские Даэны изображают двух зороастрийских божеств, которым когда-то поклонялись согдийцы
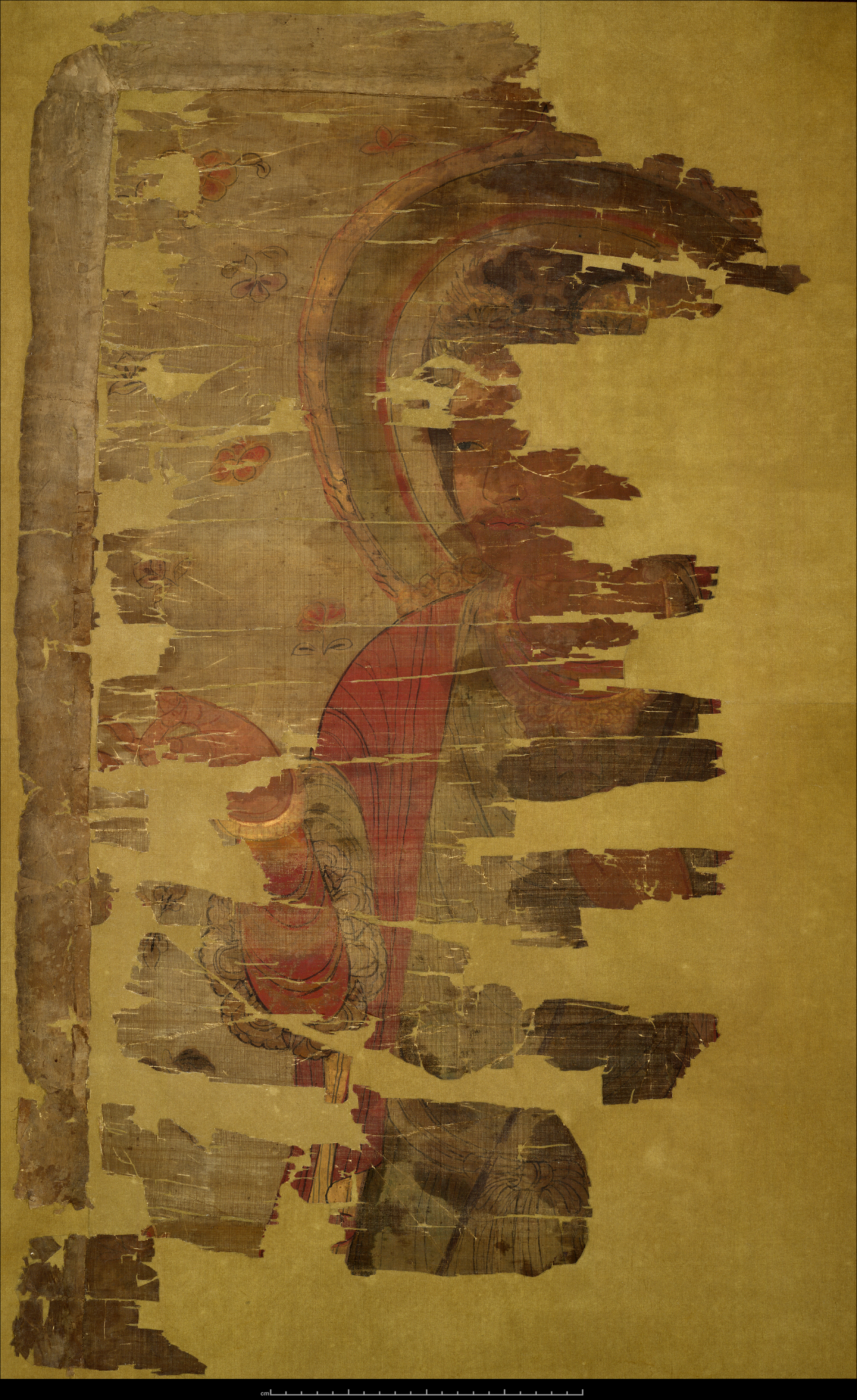
Несторианская картина Иисуса Христа обнаружена в библиотеке Пещеры
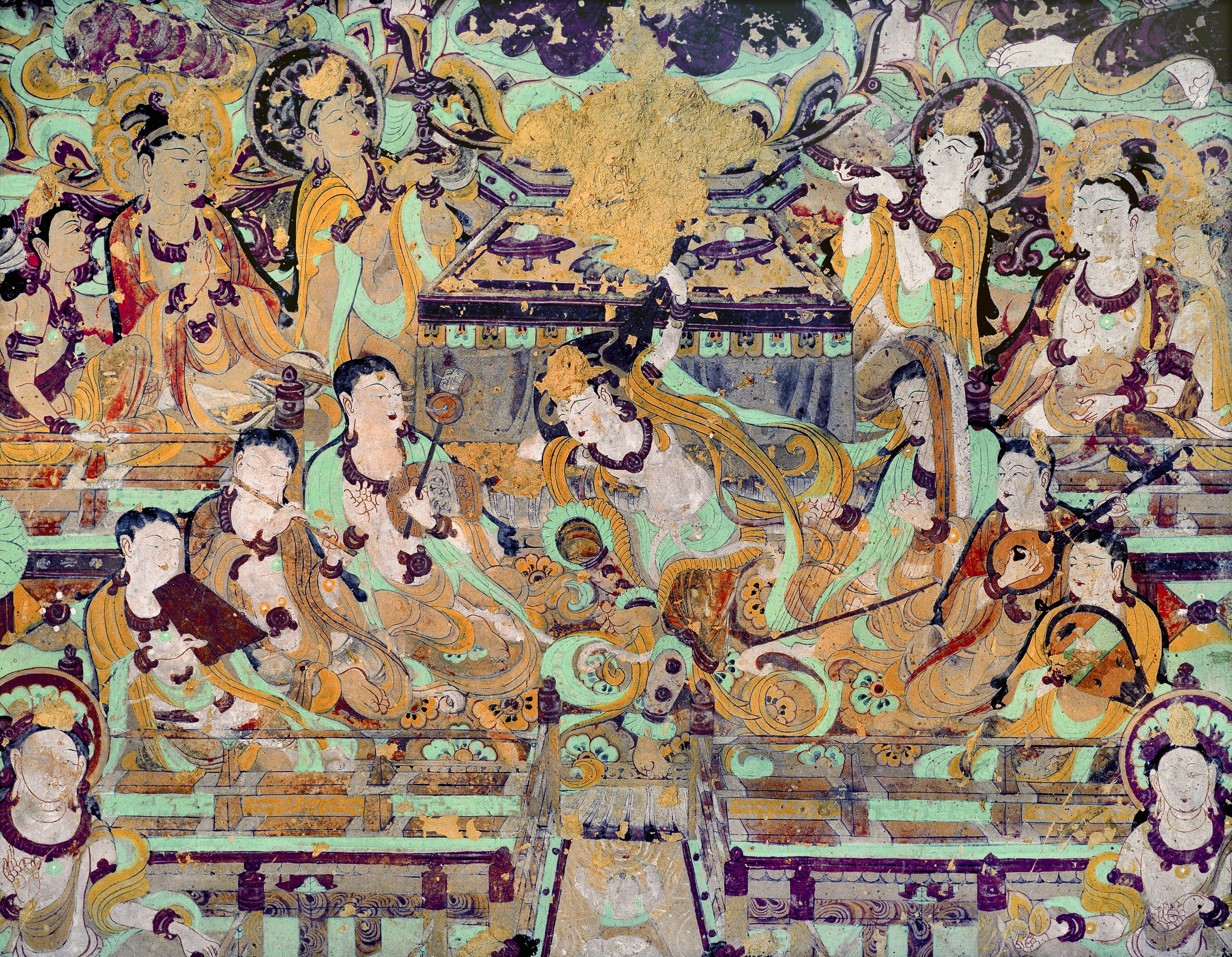
Буддийское наскальное искусство: танцор кружится, пока играет оркестр. Грот 46, левая внутренняя стена, вторая панель. Также называется пещерой 112.